# グローバルパスポートGSM
グローバルパスポートGSM(GLOBAL PASSPORT GSM)は、KDDI、および沖縄セルラー電話の各携帯電話ブランドであるauが提供する国際ローミングサービスの1つである。

## 概要
au ICカードをGSM携帯電話に挿入することにより、日本の電話番号が渡航先で使える。加えて、2011年より、対応機種であれば、UMTSデータローミングも可能となった。
また、グローバルパスポートGSM対応機であればauICカードを差し替える事無くGSMエリアでのローミング利用が可能である。対応エリアであれば通話の他にEZweb・Eメールの利用が出来る（ただし、レンタルでノキアの機種を利用した場合は対象外）。
グローバルパスポートCDMAに比べ、対応機の数は少ない。
GSM網を利用する為、グローバルパスポートCDMAよりも利用国数が多い。グローバルパスポートCDMAが利用できない欧州地域での利用が可能（オーストラリアなど、CDMA2000方式から撤退した国があったことから、GSM対応のWIN機を提供するというのが当初の経緯であった。当該事業者のテルストラなどを参照）。
日本人渡航者が多い韓国はGSM網が無いため、グローバルパスポートGSMによるローミングはできないがグローバルパスポートCDMAは利用可能である（後述のIS11PTおよびEIS01PTなどは、韓国内でのUMTSデータローミングは利用可能）。
以前は、GSM850MHzに対応した機種が無かったが、2011年にIS11SとIS11CAが発売されたため、利用できるようになった（ただし、SOI11は、GPRS非対応であるため、GSMのみのエリアでのデータローミングは不可。これとは別に、IS11Sの仕様上、CDMAを含めた国外ローミング時のCメールの送信およびGSMローミング時のCメール受信もできない。EZwebメールは無線LANでの送受信は可能だが、設定操作などは不可）。また、PTI11/PT01E/MOI12/SOI12は、本来のグロパスGSMの機能に加え、UMTSデータローミングに対応している。

## 沿革
- 2008年3月15日 - 海外ローミングサービスのブランド統一に伴い、「グローバルエキスパート」から「グローバルパスポートGSM」に名称変更。この後、W62Sを発売。WIN端末単独でGSMローミングに対応する。
- 2008年11月1日 - W64S発売。
- 2009年3月19日 - サイバーショットケータイ S001（SO001）発売。
- 2009年4月17日 - iida・G9（SOX01）発売。
- 2009年6月11日 - T002（TS002）発売。
- 2009年10月30日 - S002（SO002）発売。
- 2010年2月16日 - E08T発売。同キャリア向けの法人向け用としては初の対応機である。
- 2010年5月28日 - Cyber-shotケータイ S003（SO003）、およびBRAVIA Phone S004（SO004）順次発売。
- 2010年6月4日 - REGZA Phone T004（TS004）発売。
- 2010年7月30日 - LIGHT POOL（TSX05）順次発売。
- 2010年秋頃 - ヤマト運輸向けにE31T供給予定（全国50,000台限定）。同キャリア向けのスマートフォンとしては初の対応機である。
- 2011年9月1日 - UMTSデータローミングサービス開始。ただし、事実上の開始は初の対応端末であるEIS01PT(PT01E)が発売された同年9月20日である。

## 対応エリア
世界約181カ国
ICカード差し替え利用とシームレス対応機では利用可能国数が異なる。
国ごとの対応サービスは逐一更新されているので公式サイトを参照されたい。
グローバルパスポートGSM対応エリア

## 海外通話料
定額料は無料。以下は主なエリアのみで、すべて免税。すべて1分あたり。

### 発信
- 渡航先内通話
  - アメリカ：155円
  - 中国:95円
  - ドイツ、エジプト:100円
  - オーストラリア：120円
- 国際通話
  - アメリカ、中国：280円（ただし、日本へは、250円）
  - ドイツ・オーストラリア：300円
  - エジプト：280円

### 着信
- アメリカ：190円
- 中国、オーストラリア、エジプト：180円
- ドイツ:140円

### 注意点
- 各種割引は利用できない
- 新規契約の場合、2日間海外での利用ができない

## 日本国内・外対応機種
※斜字の機種はグローバルパスポートCDMA & GSMのほか、UMTSによるデータ通信（HSDPA/W-CDMA）にも対応。太字の機種はグローバルパスポートGSMのほか、グローバルパスポートCDMAにも対応。細字の機種は、CDMAローミング対応機 をKDDIからレンタルすることにより、プラスチックローミングでのグローバルパスポートCDMAの利用が可能。△はGSM850MHz対応機、□はUMTSデータ通信対応機。
- NECカシオ モバイルコミュニケーションズ（CASIOブランド）
  - △G'zOne IS11CA (CAI11)
- NECカシオ モバイルコミュニケーションズ（NECブランド）
  - MEDIAS BR IS11N (NEI11)
- 京セラ
  - DIGNO ISW11K (KYI11)
  - K011 (KY011)
  - URBANO PROGRESSO (KYY04)
- HTC Nippon
  - △□HTC J ISW13HT (HTI13)
- シャープ
  - INFOBAR A01 (iidaブランド/SHX11)
  - INFOBAR C01 (iidaブランド/SHX12)
  - △□AQUOS PHONE SL IS15SH (SHI15)
  - △□AQUOS PHONE SERIE ISW16SH (SHI16)
- ソニー・エリクソン・モバイルコミュニケーションズ→ソニーモバイルコミュニケーションズ
  - W62S…ローミング非対応機ないしは、GSMのみ提供エリアで利用する場合のレンタル機として提供されている。
  - W64S
  - Cyber-shotケータイ S001（SO001）
  - G9（iidaブランド/SOX01）
  - S002（SO002）
  - Cyber-shotケータイ S003（SO003）…ローミング非対応機利用者向けのレンタル機として提供されている。
  - BRAVIA Phone S004（SO004）
  - BRAVIA Phone S005（SO005）
  - URBANO MOND（SOY04）
  - Cyber-shotケータイ S006（SO006）
  - G11（iidaブランド/SOX02）
  - S007 (SO007)…ローミング非対応機利用者向けのレンタル機として提供されている。
  - △Xperia acro IS11S (SOI11)…GPRS非対応のため、GSMのみのエリアでのデータローミングは不可。
  - URBANO AFFARE（SOY05）…ローミング非対応機利用者向けのレンタル機として提供されている。
  - △□Xperia acro HD IS12S (SOI12)
  - □Xperia VL SOL21
  - □Xperia UL SOL22
- 東芝
  - T002（TS002）
  - E08T
  - REGZA Phone T004（TS004）
  - LIGHTPOOL（iidaブランド/TSX05）
- 富士通東芝モバイルコミュニケーションズ(TOSHIBAブランド)
  - E31T - ヤマト運輸向けオリジナルスマートフォン
  - X-RAY（iidaブランド/TSX06）
  - REGZA Phone IS11T (TSI11)
  - Windows Phone IS12T (TSI12)
- 富士通東芝モバイルコミュニケーションズ(Fujitsuブランド)
  - E09F
  - ARROWS Z ISW11F (FJI11)
  - ARROWS ES IS12F (FJI12)
- 富士通モバイルコミュニケーションズ
  - ARROWS Z ISW13F (FJI13)
- パンテック&キュリテル
  - △□MIRACH IS11PT (PTI11)
  - △□EIS01PT (PT01E)
- モトローラ
  - MOTOROLA RAZR IS12M (MOI12)
- Apple
  - □iPhone 4S
  - △□iPhone 5
  - △□iPad Retinaディスプレイモデル
  - △□iPad mini

## 対応推奨機種(ICカード差し替えによる)
- Nokia 5070
- Nokia 6070
- Nokia 7360
- Nokia 6101
- Nokia 3220
- Nokia 3120

全機種日本語非対応で、2008年末まではノキアから直接購入することも可能だった。主にレンタル（KDDIネットワーク&ソリューションズなどで可能）で利用した。
推奨機種以外でもSIMロックがなければ使うことができるが、KDDIの動作保証外である。
なお、現在では上記の一部機種が、成田国際空港など空港のKDDIカウンターでレンタル可能である。